# El knack... y cómo lograrlo
El knack... y cómo lograrlo (título original, The Knack ... and How to Get It) es una película de comedia británica de 1965 dirigida por Richard Lester y basada en la obra de Ann Jellicoe. Ganó la Palma de Oro en el Festival de Cine de Cannes de 1965 y el Gran Premio de la Asociación Belga de Críticos de Cine. También compitió por el Oso de Oro en el 15º Festival Internacional de Cine de Berlín.

## Reparto
- Rita Tushingham  como Nancy Jones.
- Ray Brooks como  Tolen.
- Michael Crawford como  Colin.
- Donal Donnelly como Tom.
- William Dexter
- Charles Dyer como hombre en la foto.
- Margot Thomas
- John Bluthal
- Helen Lennox
- Wensley Pithey
- Edgar Wreford
- Frank Sieman
- Bruce Lacey
- George Chisholm
- Peter Copley
- Timothy Bateson
- Dandy Nichols
- Wanda Ventham
- Julian Holloway
- Ken Farrington

## Premios
- 1965: Festival de Cannes: Palma de Oro - mejor película
- 1965: 2 nom. Globos de Oro: Samuel Goldwyn Award y actriz (Tushingham)
- 1965: Festival de Berlín: Sección oficial de largometrajes
- 1965: Premios BAFTA: 6 nominaciones incluyendo a Mejor película